# S/S Hjejlen

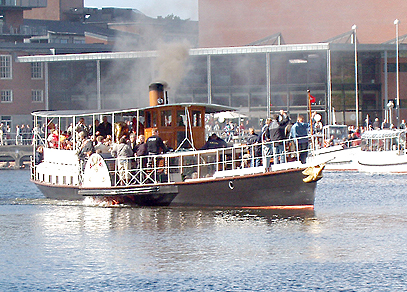
Hjejlen vid Riverboat Jazzfestival 2004

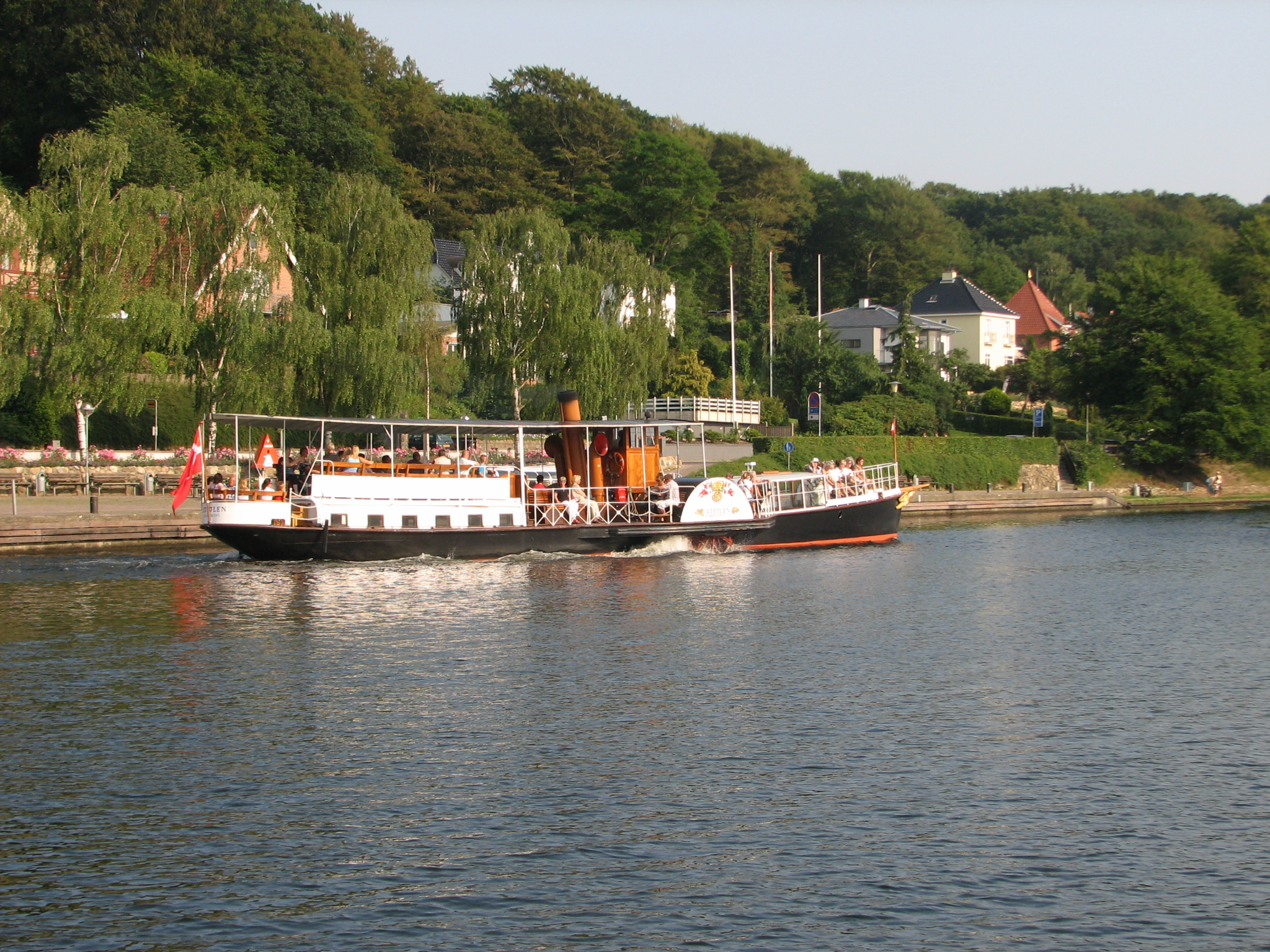
Hjejlen vid Silkeborg Hamn

S/S Hjejlen är en dansk hjulångare i stål, baserad i Silkeborg.
S/S Hjejlen byggdes 1861 på Baumgarten & Burmeisters Maskinbyggeri, senare Burmeister & Wain, i Köpenhamn. 150-årsjubileum firades med pompa och ståt 2011.
Hjejle är danska för ljungpipare.